# Shūkō Chikamatsu
Shūkō Chikamatsu (近松 秋江); nom véritable Tokuda Hiroshi (徳田 浩司); 4 mai 1876 dans la préfecture d'Okayama - 23 avril 1944, est un écrivain et critique littéraire japonais. C'est un représentant du naturalisme japonais et du Watakushi shōsetsu.

## Biographie
Dans sa jeunesse il lit et apprécie des romans politiques comme Setchū Ume de Suehiro Tetchō et Keikoku bidan de Yano Ryūkei. Il fréquente l'école normale d'Okayama et suit les cours d'histoire littéraire à l'école de l'Université de Tokyo, plus tard Université Waseda. Il fait la connaissance de Tsubouchi Shōyō et travaille cinq mois chez l'éditeur Hakubunkan. Il étudie ensuite de nouveau l'édition. Il commence en 1904 en tant que journaliste auprès de l'éditeur Chūōkōron Shinsha, mais ne reste que sept mois seulement dans l'édition.
Chikamatsu fait ses débuts littéraires comme élève à une réunion au Yomiuri Shimbun. Son premier roman Shokugo (食後) paraît en 1907. Les deux ouvrages qui établissent sa réputation littéraire sont les romans Wakaretaru tsuma ni okuru tegami (別れたる妻に送る手紙,  (« Lettre à une femme qui m'a quitté ») et Kurokami 黒髪, « Cheveux noir »).
Chikamatsu a recours dans un premier temps au nom de plume Tokuda Shūkō (徳田秋江) par respect envers son modèle et maître Shūsei Tokuda. Plus tard il change son pseudonyme pour celui de Chikamatsu Shūkō en références à Chikamatsu Monzaemon. Pendant ses études il fait également la connaissance de Hakuchō Masamune avec qui il lie une longue amitié. Avec l'âge, Chikamatsu devient complètement aveugle.

## Ouvrages (sélection)

### Romans
- 1907 Shokugo (食後)
- 1910 Yuki no hi (雪の日)
- 1910 Wakareta tsuma ni okuru tegami (別れた妻に送る手紙)
- 1913 Giwaku (疑惑)
- 1915 Aijaku no nagori (愛着の名残り)
- 1922 Kurokami (黒髪)
- 1922 Kyōran (狂乱)

### Traductions
- 1903 Schiller monogatari (シルレル物語)
- 1912 Tolstoi (生ひ立ちの記)

### Écrits divers
- 1919 Himitsu (秘密)
- 1923 Shūkō zuihitsu (秋江随筆)
- 1923 Futari no hitorimono (二人の独り者)
- 1925 Koi kara ai e (恋から愛へ)
- 1940 Fusei (浮生)

## Source de la traduction
- (de) Cet article est partiellement ou en totalité issu de l’article de Wikipédia en allemand intitulé « Chikamatsu Shūkō » (voir la liste des auteurs).
- Notices d'autorité :   - VIAF
  - ISNI
  - IdRef
  - LCCN
  - GND
  - Japon
  - CiNii
  - Pays-Bas
  - Israël
  - NUKAT
  - Norvège
  - Lettonie
  - WorldCat